# Ciclopentadiene
Il ciclopentadiene è un composto organico con formula C5H6, dall'aspetto liquido incolore e dall'odore che ricorda quello della trementina o della canfora. A temperatura ambiente questo diene ciclico dimerizza producendo il diciclopentadiene, attraverso reazione di Diels-Alder interna. Il dimero può essere scisso nel monomero tramite distillazione a pressione atmosferica.
Questo cicloalcadiene è il precursore dell'importante ligando ciclopentadienuro, C5H5-, indicato di sovente con l'abbreviazione Cp, in grado di formare composti a sandwich nell'ambito della chimica metallorganica.

## Proprietà

Ione C_{5}H_{5}^{-}

Gli atomi di idrogeno nei ponti metilenici del ciclopentadiene monomero subiscono rapidamente spostamento sigmatropico [1,5] occupando le posizioni relative a tutti gli atomi di carbonio; a temperatura ambiente lo spettro NMR mostra un singolo picco a 4,8 ppm. A temperature minori si ottengono invece picchi a 4,0, 5,2 e 5,4 ppm, il che riflette la classica struttura statica utilizzata per descrivere graficamente il ciclopentadiene.
Il ciclopentadiene possiede pKa = 16 ed è debolmente acido, caratteristica questa che non si riscontra comunemente negli idrocarburi. Ciò è dovuto alla formazione di un anione aromatico energeticamente stabilizzato, lo ione ciclopentadienuro (C5H5-). La deprotonazione può essere facilmente ottenuta utilizzando basi forti quali quelle formate dai metalli alcalini, gli alcossidi o gli idruri salini. L'anione ottenuto viene utilizzato quale debole nucleofilo in sintesi organica, mentre in chimica metallorganica rappresenta il precursore di particolari complessi formati con metalli del blocco d, detti metalloceni dal nome del capostipite, il ferrocene (Cp2Fe).
Il ciclopentadiene subisce prontamente reazione di Diels-Alder con dienofili.

## Usi
Il ciclopentadiene viene utilizzato per sintetizzare catalizzatori metallocenici sfruttati nella produzione di polimeri. Viene anche utilizzato per seccare più rapidamente l'olio di lino a contatto con l'ossigeno atmosferico, caratteristica questa che può essere sfruttata per le pitture a olio.